# Matías Andrades
Tomás Matías Andrades Ramos (Temuco, Chile, 31 de agosto de 2000) es un futbolista chileno que juega en la posición de mediocampista. 

## Trayectoria
Oriundo de Temuco, comenzó jugando fútbol en el sector Campos Deportivos de su ciudad natal por gestión de su hermano mayor. A los 12 años tuvo ofrecimientos de Unión Temuco y Deportes Temuco para unirse a las divisiones inferiores, optando por unirse a las inferiores del equipo albiverde, tras pasar una prueba.
Debutó profesionalmente el 2 de junio de 2019 ante Rangers, cotejo que ambos clubes disputaron con juveniles, producto del paro del SIFUP. Luego del partido, regresó a las divisiones inferiores.
En febrero de 2022 firmó su primer contrato profesional con Deportes Temuco. El 15 de mayo de 2023 marcó su primer gol como profesional, el empate parcial ante Universidad de Concepción en la victoria por 2-1.
El 24 de octubre de 2024, tras el fin de la temporada 2024, anunció mediante sus redes sociales el fin de su paso por el equipo albiverde.

## Estadísticas

### Clubes
|                         | Div.                | Temporada           | Liga  | Liga  | Copas nacionales | Copas nacionales | Torneos internacionales | Torneos internacionales | Total | Total |
| Part.                   | Div.                | Temporada           | Goles | Part. | Goles            | Part.            | Goles                   | Part.                   | Goles |       |
| ----------------------- | ------------------- | ------------------- | ----- | ----- | ---------------- | ---------------- | ----------------------- | ----------------------- | ----- | ----- |
| Deportes Temuco · Chile | 2.ª                 | 2019                | 1     | 0     | —                | —                | —                       | —                       | 1     | 0     |
| Deportes Temuco · Chile | 2.ª                 | 2020                | 1     | 0     | —                | —                | —                       | —                       | 1     | 0     |
| Deportes Temuco · Chile | 2.ª                 | 2021                | 11    | 0     | 5                | 0                | —                       | —                       | 16    | 0     |
| Deportes Temuco · Chile | 2.ª                 | 2022                | 15    | 0     | —                | —                | —                       | —                       | 15    | 0     |
| Deportes Temuco · Chile | 2.ª                 | 2023                | 13    | 1     | 3                | 0                | —                       | —                       | 16    | 1     |
| Deportes Temuco · Chile | 2.ª                 | 2024                | 5     | 0     | 0                | 0                | —                       | —                       | 5     | 0     |
| Deportes Temuco · Chile | Total club          | Total club          | 46    | 1     | 8                | 0                | 0                       | 0                       | 54    | 1     |
| Total en su carrera     | Total en su carrera | Total en su carrera | 46    | 1     | 8                | 0                | 0                       | 0                       | 54    | 1     |
| 1. 2.                   |                     |                     |       |       |                  |                  |                         |                         |       |       |